# Małe Radowiska
Małe Radowiska – wieś w Polsce położona w województwie kujawsko-pomorskim, w powiecie wąbrzeskim, w gminie Ryńsk. Siedziba sołectwa. Według podziału administracyjnego Polski obowiązującego w latach 1975–1998, miejscowość należała do województwa toruńskiego. Według Narodowego Spisu Powszechnego (III 2011 r.) liczyła 419 mieszkańców. Jest dziewiątą co do wielkości miejscowością gminy Ryńsk.

## Obiekty zabytkowe
W Małych Radowiskach znajduje się niewykorzystywany już cmentarz ewangelicki. W miejscowości znajduje się też pałac z około 1875 roku z zabudowaniami gospodarczymi z ostatniej ćwierci XIX wieku i z okresu II wojny światowej oraz z parkiem.

## Urodzeni w Małych Radowiskach
- Teofil Rzepnikowski – polski działacz spółdzielczy na Warmii i Mazurach, poseł do parlamentu Rzeszy (1890-1898), poseł na sejm pruski (1893-1898), uczestnik powstania styczniowego[6].